# Население Одессы
Одесса — центр Одесской агломерации с населением до 1,5 миллиона человек. По состоянию на 1 сентября 2014 года? население Одессы составило 1 014 704 человека. Во время последней переписи населения, которая состоялась в 2001 году, население Одессы составляло 1 010 тысяч человек; во время советской переписи 1989 года, — 1 115 тысяч человек.

## Историческая динамика
Первая перепись в Одессе была проведена 28 января 1797. Первая официальная перепись состоялась в 1892 году. Динамика населения Одессы по переписям:
- 1795 —2349 человек
- 1803 — 9000 человек
- 1820-е — ок. 50000 жителей
- 1873 — 194 000
- 1892 — 340 526 (в том числе Дальницкий участок, за пределами порто-франко) [3]
- 1897 — 403 815 (1 место в пределах современной Украины)
- 1912 — 498 100 (1)
- 1926 — 411 416 (2)
- 1939 — 601 651 (3)
- 1959 — 667 182 (4)
- 1970 — 891 546 (4)
- 1979 — 1 046 133 (4)
- 1989 — 1 115 371 (4)
- 2001 — 1 029 049 (4)

## Демографические характеристики

### Половой состав
Согласно переписи населения 2001 года, в городе проживало 470 353 мужчин и 539 945 женщин, 46,6 % и 53,4 %, соответственно. В 2014 году мужчины составляли 46,7 % населения города, женщины — 53,3 %.

### Возрастной состав
По состоянию на 2001 год дети до 16 лет составляли 14,6 %, а пенсионеры, то есть мужчины старше 59 и женщины старше 54 лет, составляют 22,5 %, что указывало на старение населения города. Процент лиц трудоспособного возраста составил 63,1 %.
Возрастной состав Одессы по состоянию на 1 января 2014 года.
| возраст     | численность | часть   |
| ----------- | ----------- | ------- |
| 0-15        | 133 534     | 13,36 % |
| 16-59       | 644 140     | 64,46 % |
| 60 и старше | 221 685     | 22,18 % |

## Изменение населения

### Миграция
Количество прибывших, уехавших и миграционное сальдо Одессы в 2010—2013 годах.
| год  | прибывших | выбывших | сальдо  |
| ---- | --------- | -------- | ------- |
| 2010 | 14 550    | 12 231   | + 2 319 |
| 2011 | 13 744    | 12 309   | + 1 435 |
| 2012 | 21 056    | 12 504   | + 8 552 |
| 2013 | 17 330    | 12 862   | + 4 468 |

## Языковой и национальный состав

### Национальный состав
По национальному составу, согласно переписи 2001 года, большинство населения города составляют украинцы — 61,6 %, значительную долю составляют русские — 29 %, а остальные национальности составляют не более двух процентов населения: болгары — 1,7 %, евреи — 1,2 %, молдаване — 0,75 %, белорусы — 0,6 %, армяне — 0,4 % и т. д. По сравнению с предыдущими десятилетиями доля евреев значительно сократилась, в 1926 году — она составляла 36,7 %, а в 1959 году уже 16,2 %, тогда как украинцев было соответственно 17,6 % и 41,5 %, русских 39,0 % и 37,1 %.
Национальный состав Одессы по данным переписей населения, %:
|           | 1850-е | 1897 | 1926 | 1939 | 1959 | 1989 | 2001 |
| --------- | ------ | ---- | ---- | ---- | ---- | ---- | ---- |
| украинцы  | 22,7   | 9    | 17,6 | 29,6 | 41,5 | 48,9 | 61,6 |
| русские   | 13,7   | 49   | 39,0 | 30,9 | 37,1 | 39,4 | 29,0 |
| евреи     | 33,1   | 31   | 36,7 | 33,3 | 16,2 | 5,9  | 1,2  |
| молдаване | 3,4    |      | 0,3  | 0,4  | 0,7  | 1,0  | 0,7  |
| немцы     | 3,6    | 2,5  |      |      |      | 0,2  | 0,1  |
| болгары   | 23,5   |      | 0,3  | 0,8  | 1,1  | 1,5  | 1,3  |
| белорусы  | 23,5   |      | 0,6  |      | 0,8  | 1,1  | 0,6  |
| армяне    | 23,5   |      | 0,4  | 0,4  |      | 0,4  | 0,4  |
| поляки    | 23,5   | 4    | 2,4  | 1,5  | 0,9  | 0,5  | 0,2  |
| другие    | 23,5   |      |      |      |      |      |      |

### Языковой состав
Динамика родного языка населения Одессы по переписям, %
| язык       | 1897 | 1926 | 1989 | 2001 |
| ---------- | ---- | ---- | ---- | ---- |
| русский    | 49,1 | 66,1 | 71,0 | 64,8 |
| украинский | 9,4  | 10,1 | 24,6 | 30,4 |
| идиш       | 30,8 | 19,8 | 0,2  | 0,04 |

Родной язык населения Одессы по переписи 2001 года (в пределах административных районов существовавших до 2002 года)
| район       | русский | украинский | болгарский | молдавский | армянский |
| ----------- | ------- | ---------- | ---------- | ---------- | --------- |
| Октябрьский | 76,3    | 20,8       | 0,2        | 0,2        | 0,3       |
| Ильичевский | 55,5    | 42,0       | 0,4        | 0,6        | 0,2       |
| Киевский    | 66,6    | 31,3       | 0,3        | 0,2        | 0,2       |
| Ленинский   | 55,7    | 41,6       | 0,3        | 0,3        | 0,3       |
| Малиновский | 68,4    | 24,5       | 0,4        | 0,2        | 0,2       |
| Приморский  | 59,3    | 25,2       | 0,6        | 0,4        | 0,1       |
| Суворовский | 64,8    | 33,9       | 0,3        | 0,2        | 0,2       |
| Центральный | 71,9    | 23,5       | 0,5        | 0,2        | 0,2       |
| Одесса      | 64,8    | 30,4       | 0,4        | 0,3        | 0,2       |

Украинский язык является единственным официальным языком города.
Вторжение России на Украину спровоцировало новую волну украинизации в городе, всё больше людей предпочитают говорить на украинском языке. Согласно опросу, проведённому Международным республиканским институтом в апреле-мае 2023 года, на украинском языке дома разговаривали 16 % населения города, на русском — 80 %, на болгарском — 1 %.
Согласно опросу, проведённому Международным республиканским институтом в апреле-мае 2024 года, на украинском дома разговаривали 35 % населения города, на русском — 92 % (в отличие от опроса 2023 года был разрешён выбор нескольких вариантов).
По данным Государственной службы статистики Украины в 2023/24 учебном году из 262 998 учащихся в учреждениях общего среднего образования в Одесской области 261 228 (99,33 %) обучались в украиноязычных классах, 1 335 (0,51 %) — в молдавоязычных, 400 (0,15 %) — в румыноязычных, 35 (0,01 %) — в болгароязычных. В украиноязычных классах учились все ученики в городской местности.